# Марини, Джованни Агостино де
Джованни Агостино де Марини (итал. Giovanni Agostino De Marini; Генуя, 1572 — Генуя, 1642) — дож Генуэзской республики.

## Биография
Младший сын генуэзского аристократа Джироламо де Марини и Марии Каттанео. После учёбы он работал в Банке Сан-Джорджо и получал навыки в сферах экономики и политики. С 1604 года он начал работать на государственной службе. Политическая карьера Де Марини первоначально потерпела неудачу из-за необдуманных действий его брата Доменико, епископа Альбенги, который явился на религиозную церемонию в окружении вооружённых людей, тем самым нарушив законы города. Для разрешения этой проблемы дож Генуи Бернардо Клаварецца просил Джованни публично осудить поведение брата. Однако он, напротив, принял сторону Доменико. На следующий день Джованни, после встречи с братом, был арестован. Мотивы ареста в хрониках не указаны, а должностные лица Республики отрицали, что арест был связан с полемикой вокруг поведения Доменико де Марини.
В тюрьме Джованни серьёзно заболел, и арест, благодаря заступничеству его отца и Константино Дориа, родственника его жены Бьянки Марии, был заменён домашним арестом и штрафом в размере 10.000 генуэзских лир.
После выздоровления Джованни был сослан на Корсику, он попросил изменить место ссылки (10 апреля 1617), и был отправлен в Венецию. Однако он направился в Болонью почти на месяц, за что был оштрафован на 10.000 крон и направлен к месту ссылки. Но благодаря поддержке своего отца, жены и Дориа, 9 июля 1617 года он был помилован ввиду плохого состояния здоровья, которое усугубилось венецианским влажным климатом.
Примерно через два или три года Де Марини был прощён и принят на государственную службу, был ответственным за переговоры с императором Фердинандом II. В результате Де Марини добился передачи республике маркизата Цукарелло, на который претендовало герцогство Савойское, в обмен на 220.000 гульденов.
Этот дипломатический успех позволил Де Марини утвердиться на постоянной основе на генуэзской политической сцене. Он получил множество дипломатических постов, а в 1627 году стал сенатором и председателем магистрата инквизиции, который был основан после раскрытия так называемого "заговора Вакеро". Инквизиция начала преследование множества известных людей города, в том числе писателей Луки Ассарино, Джан Баттисты Дзоальи и Джан Бернардо Леванто.
Во время своего пребывания на посту председателя суда 21 апреля 1629 года была предотвращена попытка убийства дожа Джованни Лука Кьявари (под его скамью в соборе Св. Лаврентия была заложена бомба).
В 1639 году он служил послом в Испании, а в следующем году вернулся в Банк Сан-Джорджо.

### Правление
14 августа 1641 года Джованни был избран дожем Генуи, 105-м в республиканской истории. Как дож он также исполнял обязанности короля Корсики.
Вероятно, он был избран благодаря голосам представителей "новой" знати, которая требовала большего участия Генуи в европейской политике и перевооружения флота. Дож инициировал строительство двадцати новых галер. Его политическая цель состояла в том, чтобы улучшить отношения между городом Генуя и провинцией, для этого он отправил в Савону две галеры для защиты от пиратов.
Его пребывание на посту дожа было прервано месячной болезнью, которая 19 июня 1642 года привела к его смерти. Его тело было погребено в соборе Сан-Лоренцо.

### Личная жизнь
Был женат на Бьянке Марии Дориа, которая родила ему двоих детей: Франческу и Франческо, будущего драматурга и архиепископа.